# Ronald B. Cameron

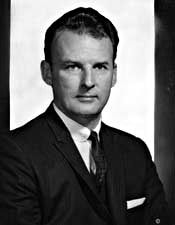
Ronald B. Cameron

Ronald Brooks Cameron (* 16. August 1927 in Kansas City, Missouri; † 1. Februar 2006 in Whittier, Kalifornien) war ein US-amerikanischer Politiker. Zwischen 1963 und 1967 vertrat er den Bundesstaat Kalifornien im US-Repräsentantenhaus.

## Werdegang
Ronald Cameron besuchte bis 1945 die Western Reserve High School in Hudson (Ohio). In den Jahren 1945 und 1946 diente er im Marine Corps. Danach absolvierte er im Jahr 1947 die Case Western Reserve University in Cleveland. Daran schloss sich bis 1953 ein Studium an der University of California in Los Angeles an. Seit 1954 arbeitete Cameron als vereidigter Buchprüfer. Nach einem anschließenden Jurastudium an der Pepperdine University School of Law in Malibu wurde er 1973 als Rechtsanwalt zugelassen. Ferner schlug er als Mitglied der Demokratischen Partei eine politische Laufbahn ein. Zwischen 1958 und 1962 saß er als Abgeordneter in der California State Assembly. In den Jahren 1960 und 1964 war er Delegierter zu den jeweiligen Democratic National Conventions, auf denen John F. Kennedy und später Lyndon B. Johnson als Präsidentschaftskandidaten nominiert wurden.
Bei den Kongresswahlen des Jahres 1962 wurde Cameron im 25. Wahlbezirk von Kalifornien in das US-Repräsentantenhaus in Washington, D.C. gewählt, wo er am 3. Januar 1963 die Nachfolge von John H. Rousselot antrat. Nach einer Wiederwahl konnte er bis zum 3. Januar 1967 zwei Legislaturperioden im Kongress absolvieren. Diese waren von den Ereignissen der Bürgerrechtsbewegung und des Vietnamkrieges geprägt.
1966 unterlag Ronald Cameron dem Republikaner Charles E. Wiggins. Nach dem Ende seiner Zeit im US-Repräsentantenhaus arbeitete er wieder als Buchprüfer und Anwalt. Im Jahr 1970 kandidierte er erfolglos für das Amt des Staatsrevisors (State Comptroller) von Kalifornien. Er starb am 1. Februar 2006 in Whittier.